# Pusterwald
Pusterwald là một đô thị thuộc huyện Judenburg trong bang Steiermark, nước Áo. Đô thị Pusterwald có diện tích 105,21 km², dân số cuối năm 2005 là 1072 người.